# Deltochilum robustus
Deltochilum robustus là một loài bọ cánh cứng trong họ Bọ hung (Scarabaeidae).